# Kiyomi Katō (Ringer)

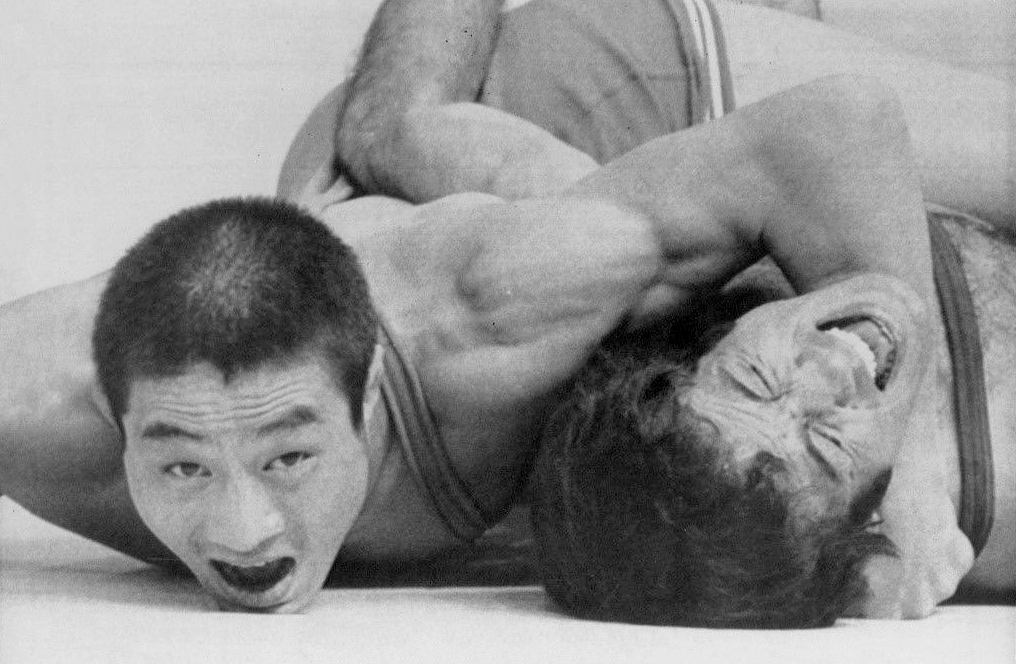
Kiyomi Kato gegen Mohammad Ghorbani im Jahr 1972

Kiyomi Katō (jap. 加藤 喜代美, Katō Kiyomi; * 8. März 1948 in Asahikawa, Hokkaidō) ist ein ehemaliger japanischer Ringer. Er war Olympiasieger 1972 im freien Stil im Fliegengewicht.

## Werdegang
Kiyomi Katō gehörte Anfang der 1970er-Jahre zur Weltelite der Freistilringer. Er wurde von der Firma Sanshin Denki (三信電気, engl. Sanshin Electronics) gesponsert. Der 1,63 Meter große Athlet rang im freien Stil in der Fliegengewichtsklasse, die damals bis 52 kg Körpergewicht reichte.
Im Jahre 1970 nahm er erstmals an einer internationalen Meisterschaft teil. Bei den Asian Games in Bangkok belegte er dabei hinter dem Iraner Mohammad Ghorbani den 2. Platz.
1971 wurde er auch bei der Weltmeisterschaft in Sofia eingesetzt. Nach zwei Siegen unterlag er den weitaus erfahreneren Baju Baew aus Bulgarien und Petre Ciarnău aus Rumänien und landete im Fliegengewicht auf dem 6. Platz.
Kiyomi Katō verstärkte daraufhin sein Training und war bei den Olympischen Spielen 1972 in München in einer überragenden Form. In einem wahren Siegeszug schlug er acht Konkurrenten und wurde in überlegenem Stil Olympiasieger. Im entscheidenden Kampf ließ er auch dem sowjetischen Ringer Arsen Alachwerdijew keine Chance.
Nach den Olympischen Spielen in München trat Kiyomi Katō, erst 24 Jahre alt, zurück.

## Internationale Erfolge
(OS = Olympische Spiele, WM = Weltmeisterschaft, F = freier Stil, Fl = Fliegengewicht, damals bis 52 kg Körpergewicht)
- 1970, 2. Platz, Asian Games in Bangkok, F, Fl, hinter Mohammad Ghorbani, Iran u. vor Kim Nyung-Jun, Südkorea;
- 1971, 6. Platz, WM in Sofia, F, Fl, mit Siegen über Risto Darlev, Jugoslawien u. Alon Havard, Israel u. Niederlagen gegen Baju Baew, Bulgarien u. Petre Ciarnău, Rumänien;
- 1972, Goldmedaille, OS in München, F, Fl, mit Siegen über Mohammad Ghorbani, M. Arref, Afghanistan, Andrzej Kudelski, Polen, Gordon Bertie, Kanada, Sudesh Kumar, Indien, Petre Ciarnău, Kim Gwong-Myong, Südkorea u. Arsen Alachwerdijew, UdSSR